# Ugia loxogramma
Ugia loxogramma är en fjärilsart som beskrevs av George Francis Hampson 1902. Ugia loxogramma ingår i släktet Ugia och familjen nattflyn. Inga underarter finns listade i Catalogue of Life.